# Сімонов Володимир Ісакович
Володи́мир Іса́кович Сімонов (нар. 11 червня 1950, Краснодар, РРФСР) — український поет, письменник, філософ, громадський діяч. Ідеолог та президент міжнародного фестивалю «Сходи до Неба». Радник Прем'єр-міністра України (на громадських засадах).

## Біографія
Народився в родині інженера-енергетика Ісаака Савелійовича Сімонова і медпрацівника, потомственої кубанської козачки Ніни Василіївни Сімонової (Біди). У 1967 у поступив в  КВІРТУ. Після закінчення у 1972  році, починає службу  військовим інженером в 5-й радіотехнічній бригаді 21 корпусу ППО в Греміхі та Сєвєроморську. У цей період Володимир Сімонов почав писати вірші.
В 1980 року демобілізувався з Радянської армії і переїхав у Київ. Влаштувався на роботу в  ІЕЗ ім. Є. О. Патона, де працював старшим інженером 76-й науковій лабораторії Зварювання тертям. Він отримав  11 авторських свідоцтв в сфері  АСК. Паралельно науковій діяльності гастролював з  концертами авторської пісні у Ленінграді, Іжевську та інших містах, виступав із сольними концертами в Києві. Суперечності між науковою роботою та бажанням присвятити себе  творчої діяльності призвело до рішення піти з інституту.
У 1990-ті роки виходять перші збірки його віршів «Ми з тобою з застійного часу» і «Слава Богу - Люблю...».

### Дім моди «Olga&Simonov»
З 1991 року разом з модельєром Ольгою Тюфяковою (ученицею Герца Мепена) організували будинок моди «Olga & Simonov» , пізніше «Фундацію високої моди Києва» .
У 2000 році будинок моди «Olga & Simonov» брав участь у Тижні високої моди в Парижі сезону весна-літо 2001. Колекція «Arise, princess», яка була представлена Ольгою Сімоновою, викликала широкий резонанс. В результаті Ольга і Володимир Сімонов отримали запрошення на роботу до Америки.

### Робота в США

Володимир Сімонов на знімальному майданчику «Chasing Tchaikovsky» в ролі П.І. Чайковського

Період з 2003 року пов'язаний з Лос-Анджелесом та активною письменницькою діяльністю. Протягом 2004-2009 років написав романи «В пошуках Жінки», «Жриця Роас», «Марія і Ісус» і «Підірване небо», закінчив семирічну роботу над філософською працею «Листи про Красу». У 2006 році вийшла книга «В пошуках жінки», в 2008 році - «Конспекти лекцій на хвилях океану» та «Жриця Роас».
У 2008 році за сценарієм Сімонова знятий комедійний фільм «У погоні за Чайковським» («Chasing Tchaikovsky» , реж. Greg Lalazarian), в якому В. Сімонов дебютує і як актор, зігравши епізодичну роль —  Петра Ілліча Чайковського. В 2009 рік у фільм став призером кінофестивалю ARPA-2009 в номінації «Найкращий режисер».

## Громадсько-політична діяльність
В 1999 році Сімонов створив  політичну партію «Партія свідомості третього тисячоліття», виклавши в програмі бачення перспективи розвитку  українського суспільства, в основі якого — людина як одиниця свідомості Всесвіту . Метою передвиборчої кампанії було донести «в маси» ідею вдосконалення суспільства третього тисячоліття на основі принципів  любові,  краси,  гармонії та  співробітництва. ПССТ брала участь у виборах у  Верховну Раду України в 2002 році у блоці «Проти всіх», але необхідний прохідний бар'єр не подолала. У 2003 році партія була ліквідована Міністерством юстиції Україні.

### Фестиваль «Сходи до Неба»

Д. Хворостовський та В. Сімонов на прес-конференції в Одесі, присвяченій фестивалю «Сходи до Неба» 2011

В 1997 році Володимир Сімонов заснував міжнародний фестиваль «Сходи до Неба», який вперше відбувся 28 червня 1997 року на  Європейській площі Київа. Дійство включало в себе показ колекцій модельєра Герца Мепена, модних будинків  Haut Couture  Litrico та Olga & Simonov, а також балету,  джазових виконавців та оперних співаків у супроводі  Національного симфонічного оркестру України під керівництвом  Володимира Сіренка.
У 2010 році ініціював створення громадської організації  «Фестиваль „Сходи до Неба“», діяльність якої спрямована на популяризацію академічного мистецтва різних жанрів. Серед учасників акцій фестивалю —  Дмитро Хворостовський,  Анатолій Кочерга,  Олексій Козлов, Ольга Микитенко, Дмитро Найдич,  Олена Філіп'єва. Веде активну громадську роботу в сфері  культури та  просвітництва.

## Філософія

Володимир Сімонов на Московській міжнародній виставці-ярмарку 2009

З 1997 по 2004 рік Сімонов працював над філософським працею «Листи про Красу» (перший том видано в 1999року), в якому сформулював свою систему «світобудови». В її основі знаходиться жінка, що визначається як «життєствердний та той, що визначає еволюцію і перспективу енергетичний спектр». Основним категоріальним апаратом роботи є поняття краси, любові, гармонії, творчості і співпраці. В. Сімонов підкреслює, що пізнання світу лежить не в площині препарування цілого, а в  інтуїтивному прозрінні спільного. У своїх подальших роботах - «Конспекти лекцій на хвилях океану» і «Еволюція людини. Тези про Красу» - висунув «оригінальну концепцію розвитку людства, що рухається від нижчих форм до єднання з Космосом і вселенськими енергіями».